# Emarginula paivana
Emarginula paivana is een slakkensoort uit de familie van de Fissurellidae. De wetenschappelijke naam van de soort is voor het eerst geldig gepubliceerd in 1867 door Crosse.